# Clytus nigritulus
Clytus nigritulus là một loài bọ cánh cứng trong họ Cerambycidae.